# Brie-sous-Chalais
Pour les articles homonymes, voir Brie.
Cet article concerne Brie près de Chalais. Pour les autres communes du même nom dans le département, voir Brie (Charente) et Brie-sous-Barbezieux.
Brie-sous-Chalais est une commune du Sud-Ouest de la France, située dans le département de la Charente (région Nouvelle-Aquitaine).

## Géographie

### Localisation et accès
Cette petite commune du Sud Charente est située à 6 km au nord-ouest de Chalais.
Brie est aussi à 4 km de Brossac, 5 km de Montboyer, 13 km de Montmoreau, 18 km de Blanzac, 22 km de Barbezieux, 39 km d'Angoulême.
À l'écart des grandes routes, la route principale de la commune est la D 20, route nord-sud de Chalais à Blanzac, qui passe dans la petite vallée de l'Auzance à 1,5 km à l'est du bourg. La D 89, petite route départementale de Bardenac à Montboyer passe au sud de la commune et un embranchement dessert le bourg (D 203 et D 453).
La D 674, route d'Angoulême à Libourne, passe à 4 km à l'est du bourg, par Chalais et Montboyer. La D 731, route de Chalais à Cognac par Brossac et Barbezieux, passe au sud-ouest de la commune à Bardenac.
La gare la plus proche est celle de Chalais, desservie par des TER à destination d'Angoulême et de Bordeaux.

### Hameaux et lieux-dits
L'habitat est très dispersé et les hameaux sont nombreux.

### Communes limitrophes
|          | Châtignac         | Saint-Laurent-des-Combes |
| Brossac  | Brie-sous-Chalais | Montboyer                |
| Bardenac | Curac             | Chalais                  |

### Géologie et relief
La commune est occupée par le Campanien (Crétacé supérieur), calcaire crayeux qui occupe une grande partie du Sud Charente, mais aussi une petite zone de Santonien au nord (la Rivière) sous la forme de formation de recouvrement due aux glaciations du Quaternaire, et dont la présence témoigne aussi de la présence d'un anticlinal,,.
La commune occupe un plateau assez vallonné traversé par deux vallées qui convergent au sud. Son point culminant est à une altitude de 158 m, situé à l'extrémité nord-ouest près du lieu-dit Moscou. Le point le plus bas est à 54 m, situé en limite sud au confluent de l'Auzance et de la Viveronne. Le bourg, construit sur la crête entre les deux vallées, est à environ 115 m d'altitude.

### Hydrographie

#### Réseau hydrographique
La commune est située dans le bassin de la Dordogne au sein  du Bassin Adour-Garonne. Elle est drainée par la Viveronne, l'Auzance et par divers petits cours d'eau, qui constituent un réseau hydrographique de 10 km de longueur totale,.
La Viveronne borde le sud-ouest de la commune. D'une longueur totale de 11,5 km, elle prend sa source dans la commune de Brossac et se jette  dans la Tude à Chalais, après avoir traversé 5 communes. L'Auzance, son affluent en rive gauche, traverse la commune du nord au sud. L'Auzance est souvent à sec en été.
De nombreuses sources occupent les vallons, comme la fontaine des Beaux Pins au sud. La Font Marzelle au pied du bourg, et la Font du Moine à l'ouest alimentent un ruisseau intermittent se jetant dans l'Auzance.

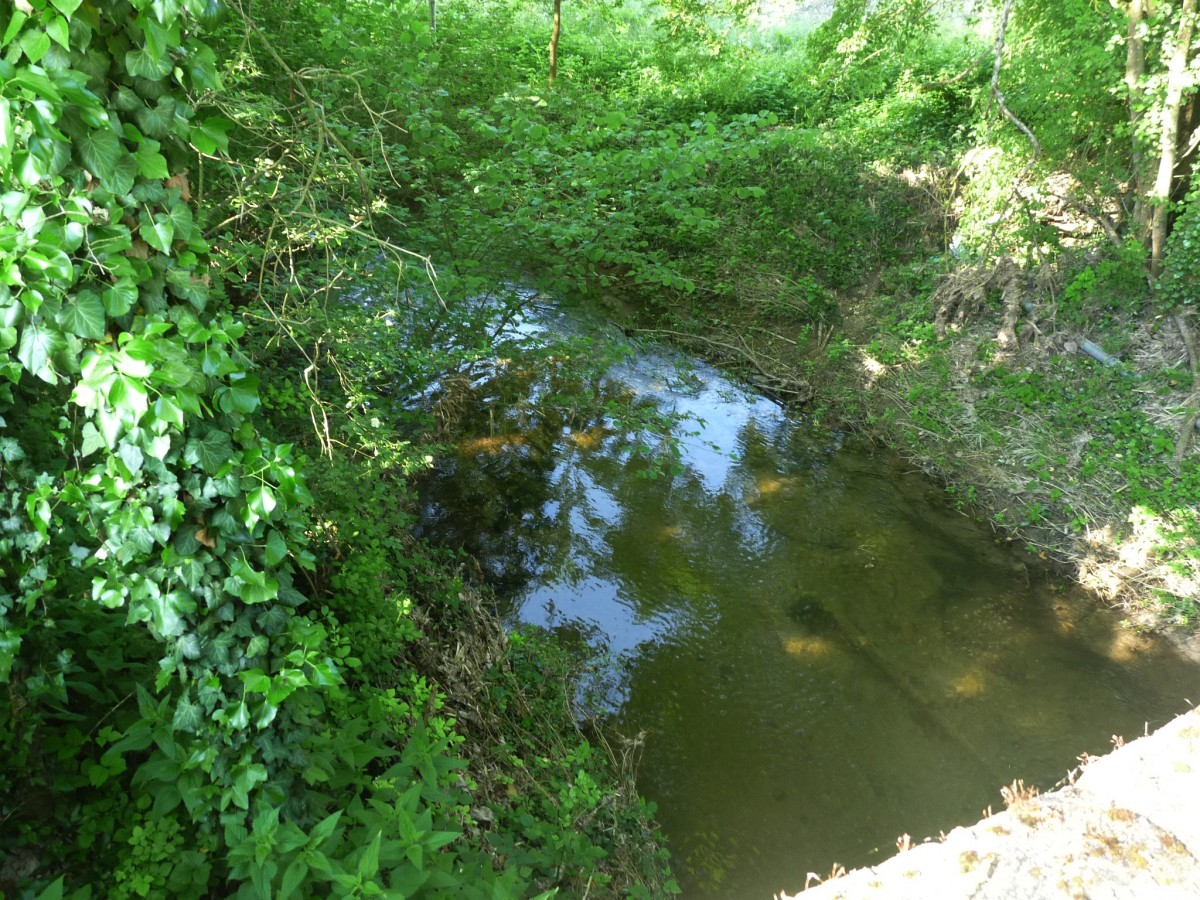
L'Auzance à Pontéreau, au printemps.
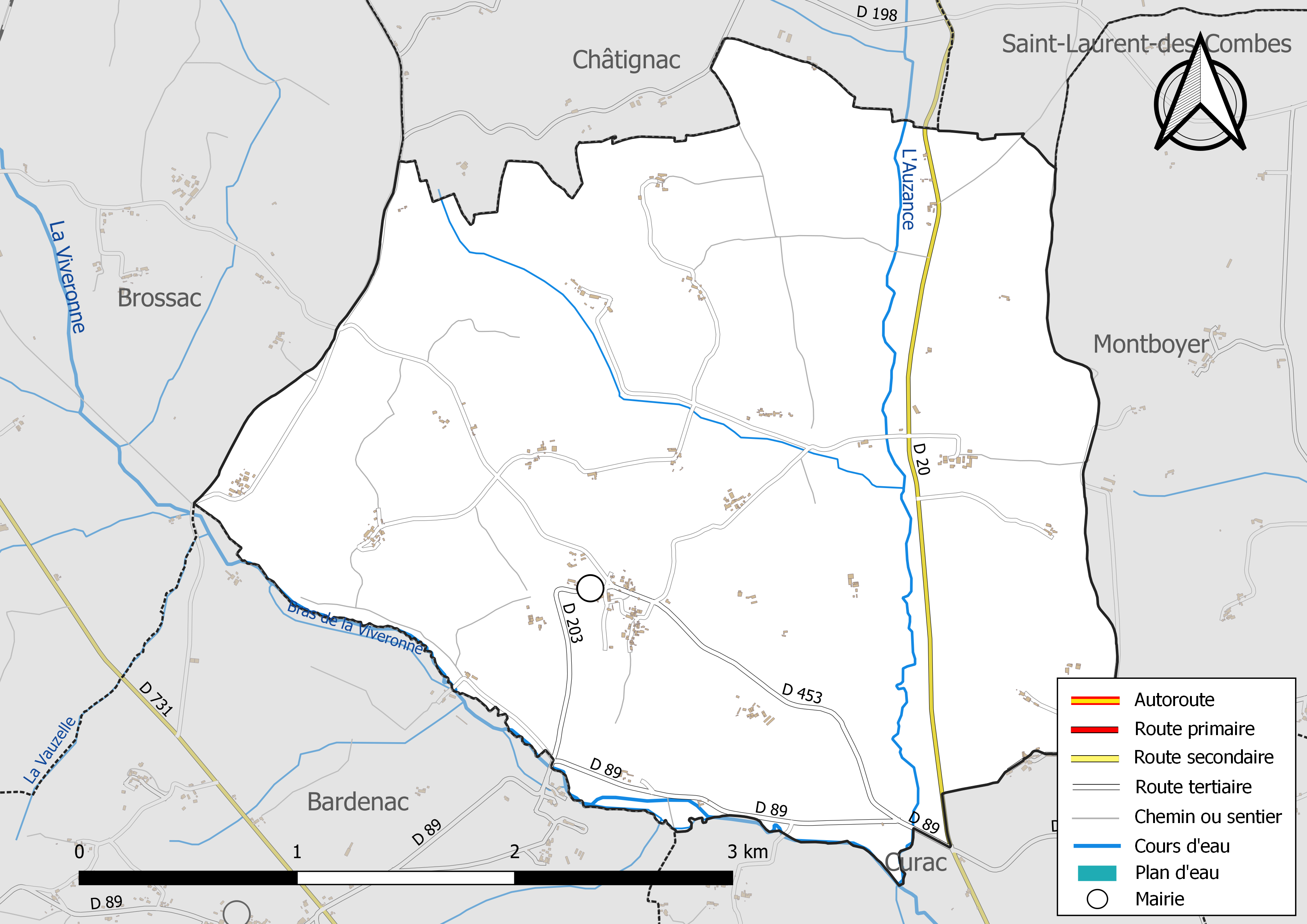
Réseaux hydrographique et routier de Brie-sous-Chalais

#### Gestion des cours d'eau
Le territoire communal est couvert par le schéma d'aménagement et de gestion des eaux (SAGE) « Isle - Dronne ». Ce document de planification, dont le territoire regroupe les bassins versants de l'Isle et de la Dronne, d'une superficie de 7 500 km2, a été approuvé le 2 août 2021. La structure porteuse de l'élaboration et de la mise en œuvre est l'établissement public territorial de bassin de la Dordogne (EPIDOR). Il définit sur son territoire les objectifs généraux d’utilisation, de mise en valeur et de protection quantitative et qualitative des ressources en eau superficielle et souterraine, en respect des objectifs de qualité définis dans le troisième SDAGE  du Bassin Adour-Garonne qui couvre la période 2022-2027, approuvé le 10 mars 2022.

### Climat
Comme dans les trois quarts sud et ouest du département, le climat est océanique aquitain.

## Urbanisme

### Typologie
Au 1er janvier 2024, Brie-sous-Chalais est catégorisée commune rurale à habitat très dispersé, selon la nouvelle grille communale de densité à 7 niveaux définie par l'Insee en 2022.
Elle est située hors unité urbaine et hors attraction des villes,.

### Occupation des sols
L'occupation des sols de la commune, telle qu'elle ressort de la base de données européenne d’occupation biophysique des sols Corine Land Cover (CLC), est marquée par l'importance des territoires agricoles (80 % en 2018), une proportion identique à celle de 1990 (80 %). La répartition détaillée en 2018 est la suivante : 
terres arables (61,8 %), forêts (20 %), zones agricoles hétérogènes (17,3 %), prairies (0,9 %). L'évolution de l’occupation des sols de la commune et de ses infrastructures peut être observée sur les différentes représentations cartographiques du territoire : la carte de Cassini (XVIIIe siècle), la carte d'état-major (1820-1866) et les cartes ou photos aériennes de l'IGN pour la période actuelle (1950 à aujourd'hui).

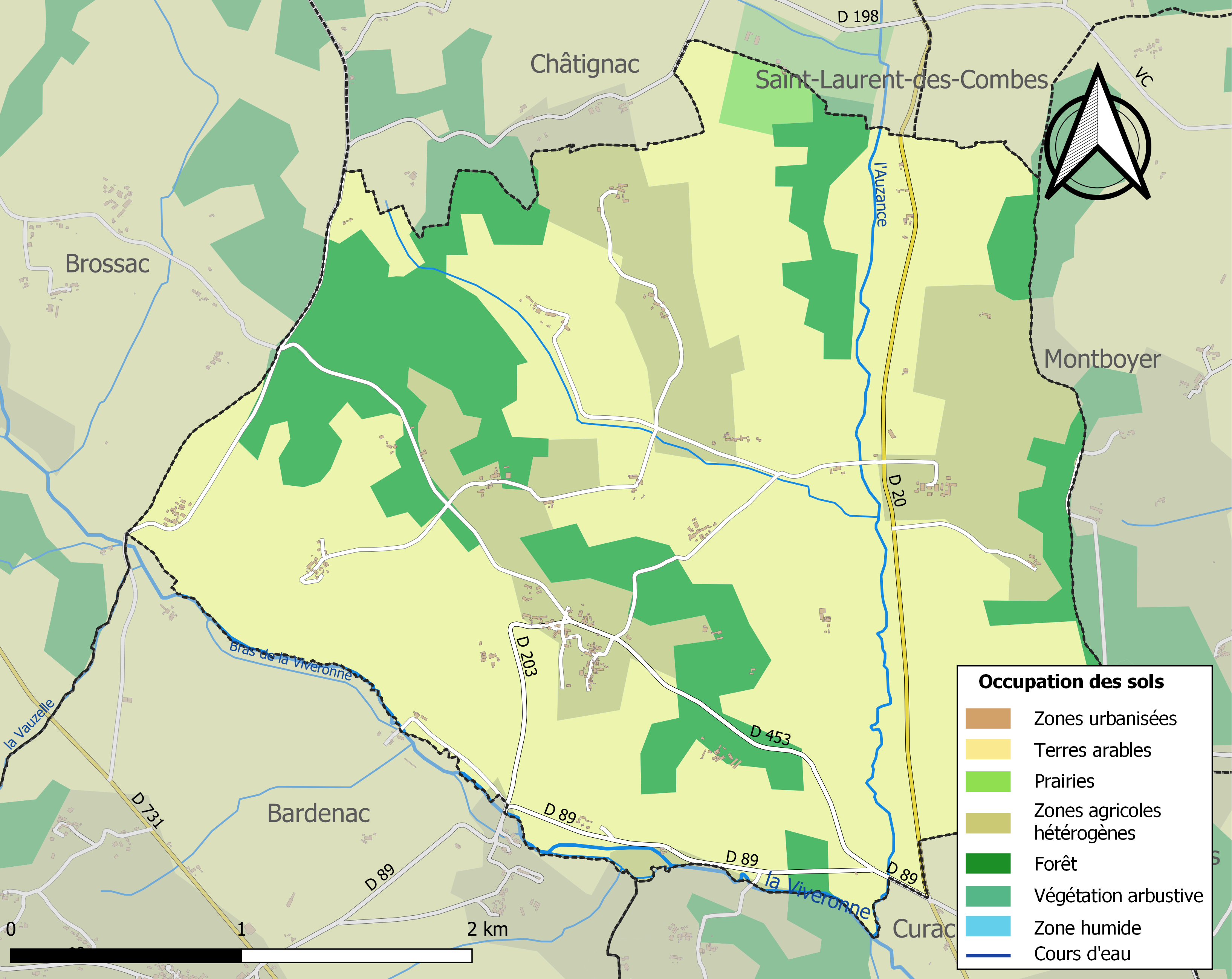
Carte des infrastructures et de l'occupation des sols de la commune en 2018 (CLC).

### Risques majeurs
Le territoire de la commune de Brie-sous-Chalais est vulnérable à différents aléas naturels : météorologiques (tempête, orage, neige, grand froid, canicule ou sécheresse) et séisme (sismicité faible). Un site publié par le BRGM permet d'évaluer simplement et rapidement les risques d'un bien localisé soit par son adresse soit par le numéro de sa parcelle.

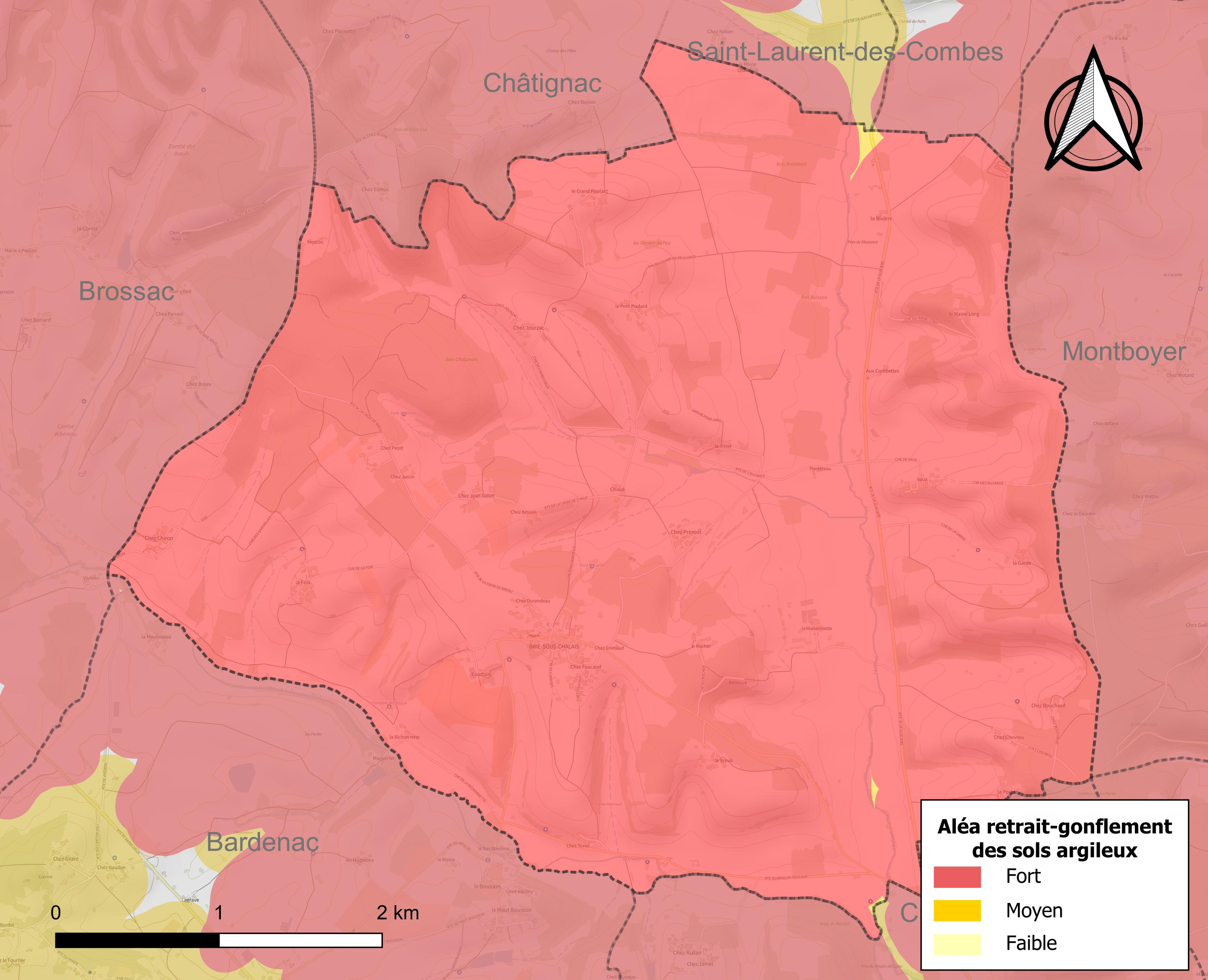
Carte des zones d'aléa retrait-gonflement des sols argileux de Brie-sous-Chalais.

Le retrait-gonflement des sols argileux est susceptible d'engendrer des dommages importants aux bâtiments en cas d’alternance de périodes de sécheresse et de pluie. La totalité de la commune est en aléa moyen ou fort (67,4 % au niveau départemental et 48,5 % au niveau national). Sur les 128 bâtiments dénombrés sur la commune en 2019,  128 sont en aléa moyen ou fort, soit 100 %, à comparer aux 81 % au niveau départemental et 54 % au niveau national. Une cartographie de l'exposition du territoire national au retrait gonflement des sols argileux est disponible sur le site du BRGM,.
Par ailleurs, afin de mieux appréhender le risque d’affaissement de terrain, l'inventaire national des cavités souterraines permet de localiser celles situées sur la commune.
La commune a été reconnue en état de catastrophe naturelle au titre des dommages causés par les inondations et coulées de boue survenues en 1982, 1983, 1999 et 2009. Concernant les mouvements de terrains, la commune a été reconnue en état de catastrophe naturelle au titre des dommages causés par des mouvements de terrain en 1999.

## Toponymie
Une forme ancienne est Bria prope Chalesium (non datée).
D'après Dauzat, l'origine du nom de Brie, comme ceux des autres communes du même nom dans la région, remonterait au gaulois briga signifiant « hauteur »,. Le bourg de Brie est en effet sur une hauteur.
Brie s'est appelée Brie-sous-Chalais pour la distinguer des autres communes du même nom en Charente : Brie (Brie-la-Rochefoucauld) et Brie-sous-Barbezieux.
Pendant la Révolution, la commune s'est appelée provisoirement Montlauzance ou Mont L'Auzonne.

## Histoire
Au Petit Poulard, à 250 m d'un vieux chemin, aurait été notée au siècle dernier la présence de « vestiges gallo-romains ».
Sous l'Ancien Régime, la paroisse de Brie était dans la province de Saintonge, comme Chalais, Brossac et Barbezieux.
Entre 1973 et 1993, la commune a été réunie à Bardenac et s'appelait Brie-Bardenac.

## Administration

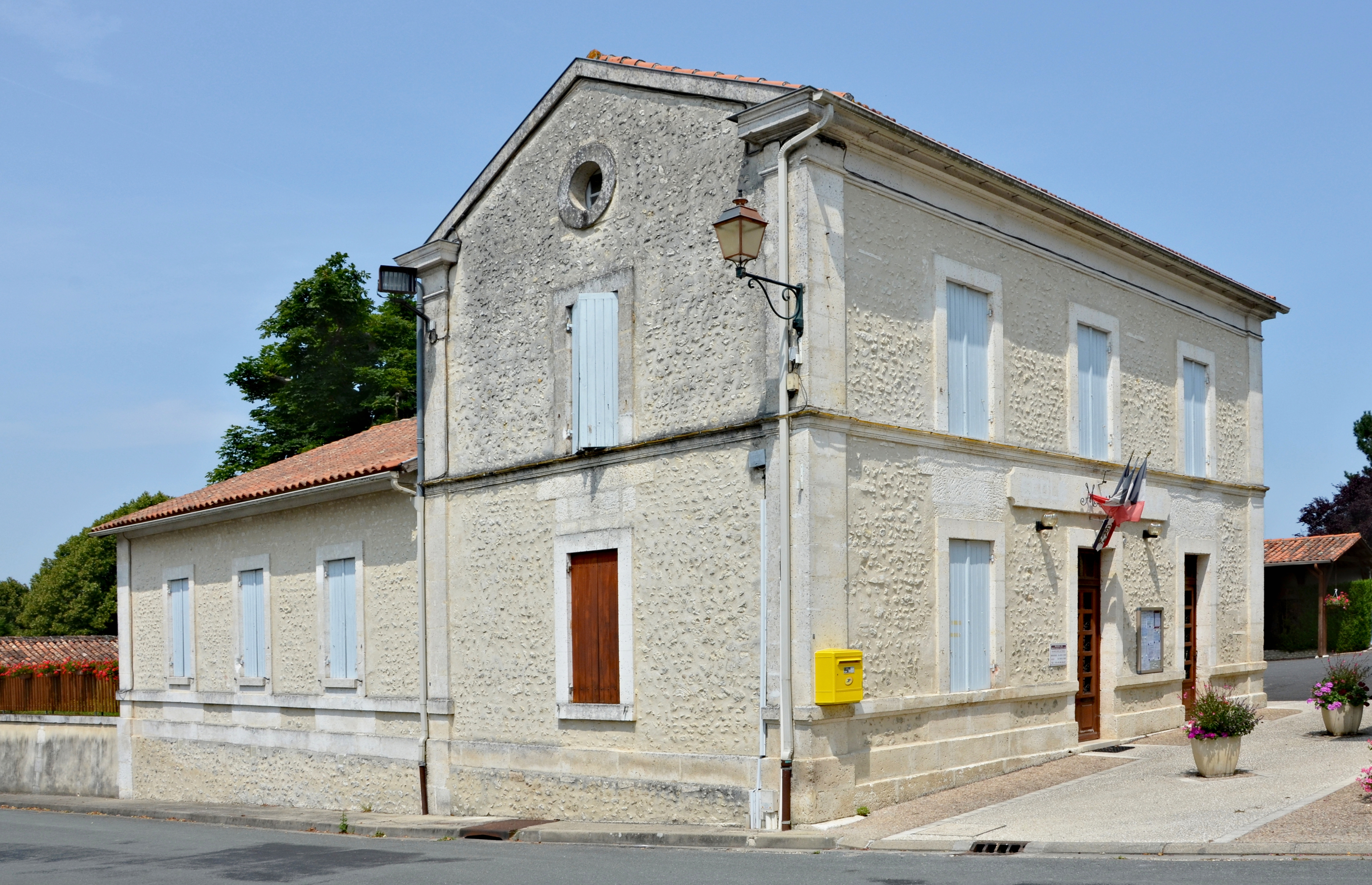
La mairie.

| Période                                  | Période  | Identité              | Étiquette | Qualité             |
| ---------------------------------------- | -------- | --------------------- | --------- | ------------------- |
| Les données manquantes sont à compléter. |          |                       |           |                     |
| 1824                                     | 1831     | Jean-François Rullier |           |                     |
| Les données manquantes sont à compléter. |          |                       |           |                     |
| 1993                                     | 2008     | Claude Rocher         |           |                     |
| 2008                                     | En cours | Pascal Borde          | SE        | Agriculteur éleveur |

## Démographie

### Évolution démographique
L'évolution du nombre d'habitants est connue à travers les recensements de la population effectués dans la commune depuis 1793. Pour les communes de moins de 10 000 habitants, une enquête de recensement portant sur toute la population est réalisée tous les cinq ans, les populations de référence des années intermédiaires étant quant à elles estimées par interpolation ou extrapolation. Pour la commune, le premier recensement exhaustif entrant dans le cadre du nouveau dispositif a été réalisé en 2005.

En 2022, la commune comptait 158 habitants, en évolution de +1,94 % par rapport à 2016 (Charente : −0,48 %, France hors Mayotte : +2,11 %).
| 1793 | 1800 | 1806 | 1821 | 1831 | 1841 | 1846 | 1851 | 1856 |
| ---- | ---- | ---- | ---- | ---- | ---- | ---- | ---- | ---- |
| 549  | 573  | 537  | 561  | 551  | 546  | 545  | 546  | 530  |

| 1861 | 1866 | 1872 | 1876 | 1881 | 1886 | 1891 | 1896 | 1901 |
| ---- | ---- | ---- | ---- | ---- | ---- | ---- | ---- | ---- |
| 506  | 486  | 430  | 420  | 423  | 430  | 411  | 407  | 381  |

| 1906 | 1911 | 1921 | 1926 | 1931 | 1936 | 1946 | 1954 | 1962 |
| ---- | ---- | ---- | ---- | ---- | ---- | ---- | ---- | ---- |
| 370  | 380  | 350  | 329  | 344  | 298  | 256  | 279  | 215  |

| 1968 | 1999 | 2005 | 2006 | 2010 | 2015 | 2020 | 2022 | - |
| ---- | ---- | ---- | ---- | ---- | ---- | ---- | ---- | - |
| 212  | 159  | 166  | 166  | 163  | 159  | 161  | 158  | - |

### Pyramide des âges
La population de la commune est relativement âgée.
En 2018, le taux de personnes d'un âge inférieur à 30 ans s'élève à 22,3 %, soit en dessous de la moyenne départementale (30,2 %). À l'inverse, le taux de personnes d'âge supérieur à 60 ans est de 46,5 % la même année, alors qu'il est de 32,3 % au niveau départemental.
En 2018, la commune comptait 74 hommes pour 82 femmes, soit un taux de 52,56 % de femmes, légèrement supérieur au taux départemental (51,59 %).
Les pyramides des âges de la commune et du département s'établissent comme suit.
| Hommes | Classe d’âge | Femmes |
| ------ | ------------ | ------ |
| 1,3    | 90 ou +      | 1,2    |
| 9,2    | 75-89 ans    | 14,1   |
| 35,5   | 60-74 ans    | 31,8   |
| 15,8   | 45-59 ans    | 18,8   |
| 14,5   | 30-44 ans    | 12,9   |
| 14,5   | 15-29 ans    | 11,8   |
| 9,2    | 0-14 ans     | 9,4    |

| Hommes | Classe d’âge | Femmes |
| ------ | ------------ | ------ |
| 1      | 90 ou +      | 2,7    |
| 9,2    | 75-89 ans    | 12     |
| 20,6   | 60-74 ans    | 21,3   |
| 20,7   | 45-59 ans    | 20,3   |
| 16,8   | 30-44 ans    | 16     |
| 15,6   | 15-29 ans    | 13,4   |
| 16,1   | 0-14 ans     | 14,3   |

### Remarques
Entre 1973 et 1993, la commune a été réunie à Bardenac.

## Économie

### Agriculture
La viticulture occupe une petite partie de l'activité agricole. La commune est située dans les Bons Bois, dans la zone d'appellation d'origine contrôlée du cognac.

## Équipements, services et vie locale

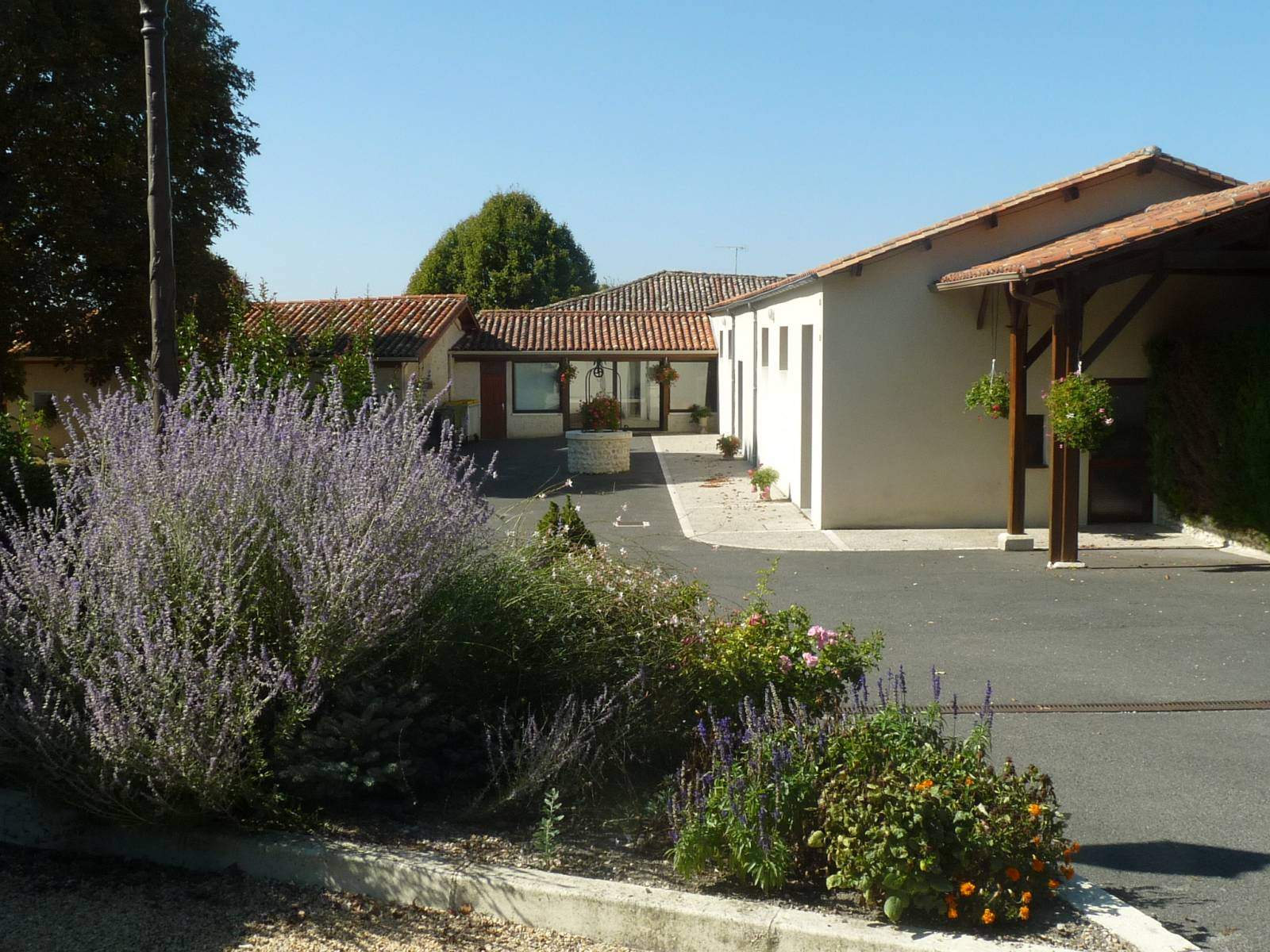
La salle des fêtes.

## Lieux et monuments

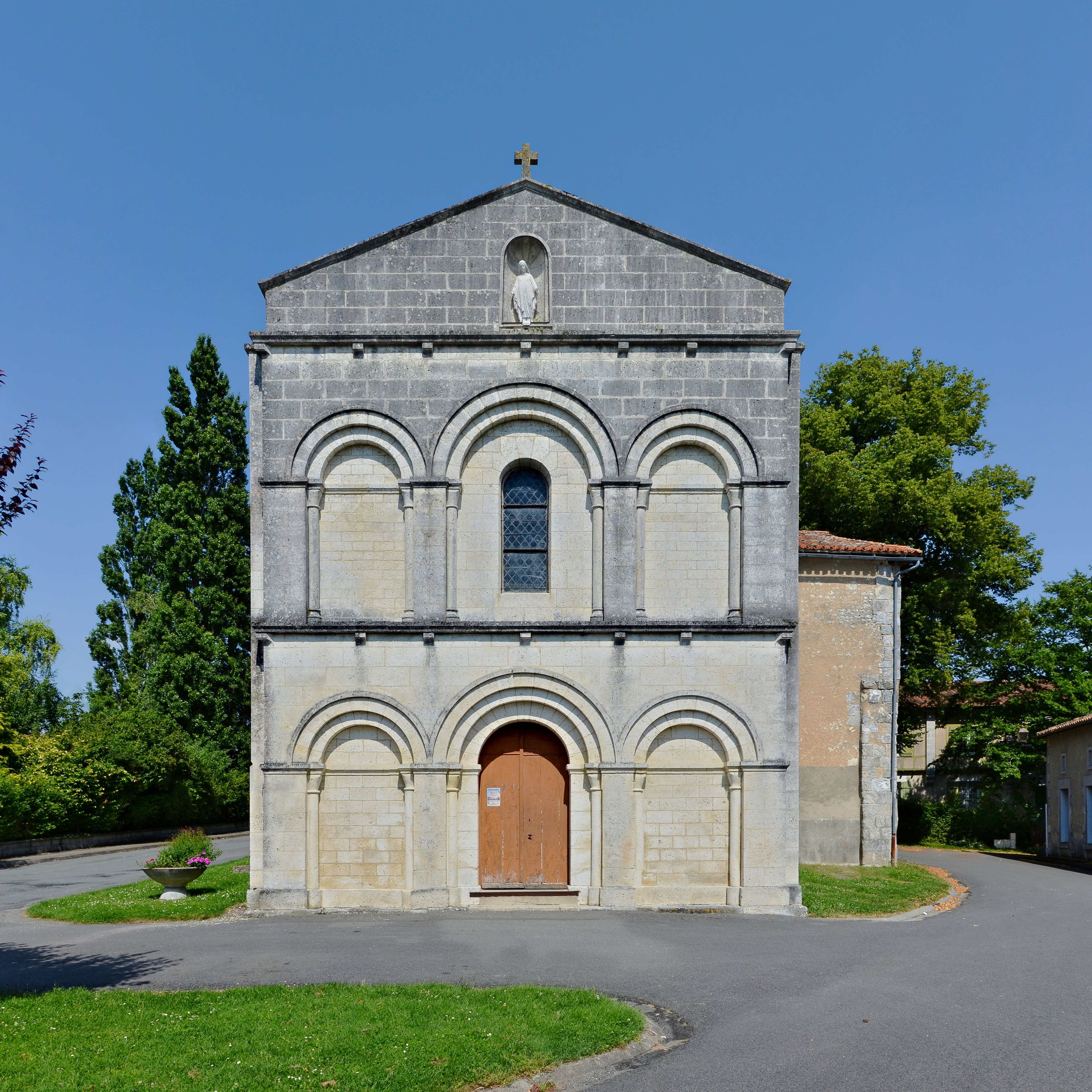
L'église Saint-Saturnin.

L'église paroissiale Saint-Saturnin remonte au XIIe siècle. Elle était alors un prieuré-cure, dont le prieuré conventuel était dédié à Saint-Martin. Jadis en forme de croix latine, elle perdit son croisillon nord lors des guerres de religion. Sa nef fut revoûtée au XVIe siècle, ainsi qu'en 1853. La façade fut également reconstruite au XIXe siècle, adoptant son ancien style roman.